# Martin F. Conway
Martin Franklin Conway (* 19. November 1827 bei Fallston, Harford County, Maryland; † 15. Februar 1882 in Washington, D.C.) war ein US-amerikanischer Politiker. Zwischen 1861 und 1863 vertrat er den Bundesstaat Kansas im US-Repräsentantenhaus.

## Werdegang
Nach seiner Schulzeit zog Martin Conway im Jahr 1843 nach Baltimore in Maryland. Dort machte er eine Lehre im Druckerhandwerk und gründete die National Typographical Union. Nach einem Jurastudium und seiner im Jahr 1852 erfolgten Zulassung als Rechtsanwalt begann er in Baltimore in seinem neuen Beruf zu arbeiten. Im Jahr 1853 zog er in das Kansas-Territorium, wo er ebenfalls als Anwalt praktizierte.
Conway war ein Gegner der Sklaverei und vertrat in seiner neuen Heimat die Abolition Society von Massachusetts. Im Jahr 1854 wurde Conway in den territorialen Regierungsrat gewählt; dieses Mandat hat er aber nicht angetreten. Er schloss sich der 1854 gegründeten Republikanischen Partei an. Im Jahr 1855 war er Delegierter auf der Versammlung, die sich gegen die Sklaverei in Kansas einsetzte (Free State Convention).
1856 und 1857 war Conway Vorsitzender Richter des Obersten Gerichtshofs im Kansas-Territorium; 1858 war er Vorsitzender der verfassungsgebenden Versammlung seines Territoriums. Nach der Staatsgründung von Kansas wurde Conway in das US-Repräsentantenhaus in Washington gewählt. Damals stellte Kansas nur einen Abgeordneten im Kongress. Conway übte sein Mandat zwischen dem 29. Januar 1861 und dem 3. März 1863 aus. Diese Zeit war überschattet von den Ereignissen des Bürgerkrieges. Im Frühjahr 1861 war Conway einer der Delegierten auf einer Konferenz in Washington, die in letzter Minute erfolglos den Ausbruch des Krieges zu verhindern suchte.
Nach seiner Zeit im Kongress blieb Conway politisch aktiv. Im Gegensatz zu den meisten Republikanern unterstützte er Präsident Andrew Johnson. Dieser ernannte ihn 1866 zum amerikanischen Konsul in Marseille. Dieses Amt bekleidete er bis zum 16. April 1869. Dann trat er aus gesundheitlichen Gründen zurück. Nach seiner Rückkehr aus Frankreich ließ sich Conway in der Bundeshauptstadt Washington nieder. Dort kam es im Jahr 1873 zu einem Zwischenfall, als er auf seinen früheren politischen Gegner, den damals umstrittenen US-Senator Samuel C. Pomeroy, schoss und diesen leicht verwundete. Der Fall kam aber nicht vor Gericht. Im Jahr 1880 wurde Conway in die staatliche Nervenheilanstalt St. Elizabeth in Washington eingewiesen. Dort starb er im Jahr 1882.